# Puesta a tierra

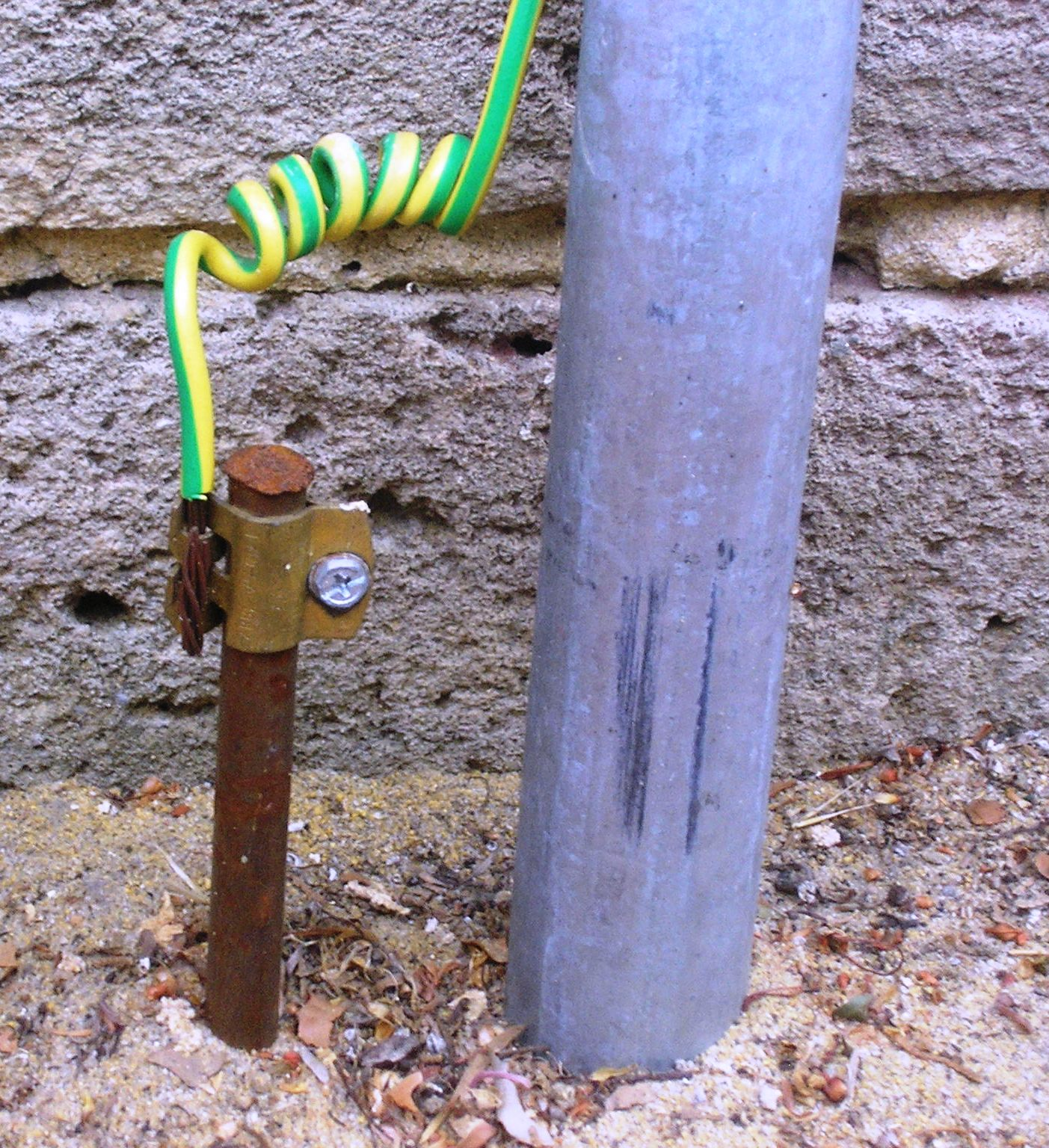
Varilla usada como electrodo de tierra. El color verde-amarillo designa el cable de tierra.

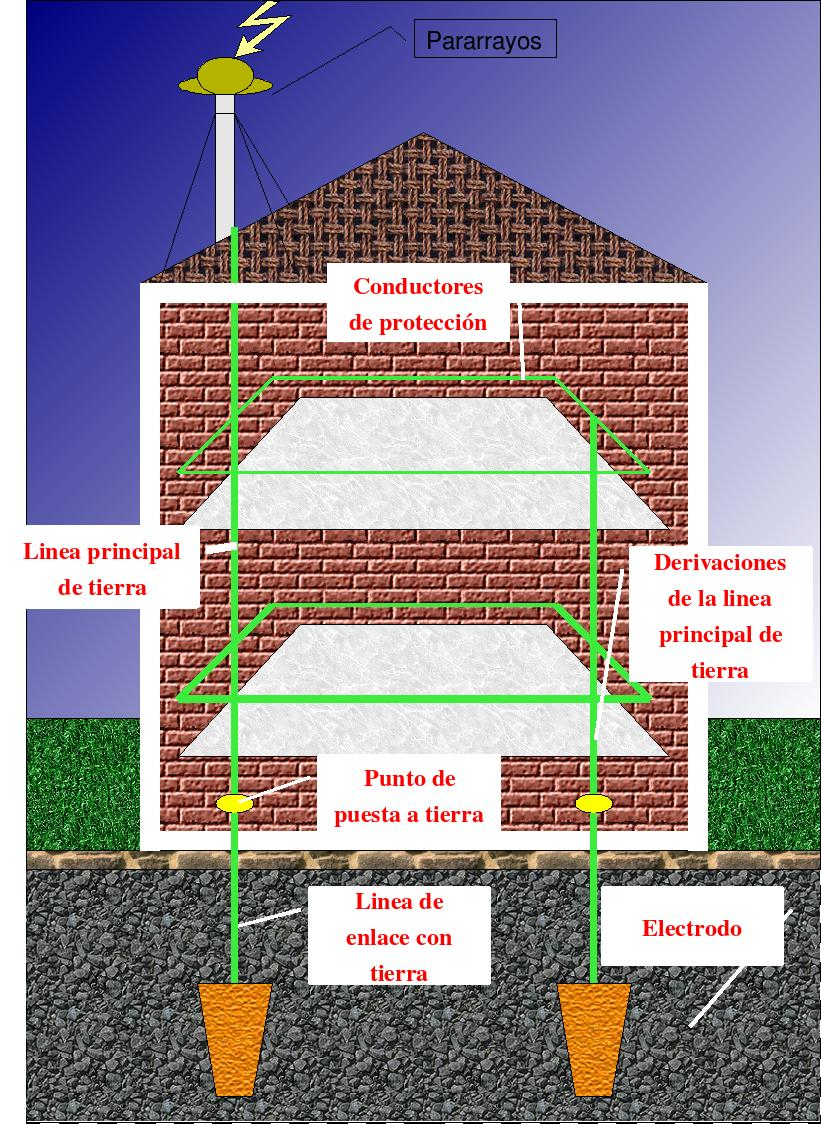
Ilustración del sistema de puesta a tierra de una construcción.

La puesta a tierra, conexión a tierra o toma de tierra es la conexión de las superficies conductoras expuestas (gabinetes metálicos) a algún punto no energizado; comúnmente es la tierra sobre la que se posa la construcción, de allí el nombre. Al sistema de uno o varios electrodos que proveen la conexión a tierra se le llama «toma de tierra». Las puestas a tierra se emplean en las instalaciones eléctricas como una medida de seguridad. Dependiendo del sistema, el fallo puede provocar que se desconecte el suministro mediante un interruptor diferencial o un dispositivo monitor del aislamiento.

## Historia
En los sistemas de telégrafos de principios del siglo XIX se usaban dos o más cables para llevar la señal y el retorno de las corrientes. Por aquel entonces se descubrió (probablemente el científico alemán Carl August Steinheil) que la tierra podría ser usada como camino de retorno para completar un circuito cerrado; de esta forma el cable de retorno era innecesario.
Sin embargo, había problemas con este sistema, ejemplificados por la línea de telégrafo transcontinental construida en 1861 por la Western Union Company entre St. Joseph (Misuri) y Sacramento (California). Con clima seco, la conexión de tierra a menudo desarrollaba una alta resistencia, lo que hacía necesario verter agua sobre las barras que hacían de conexión para que el sistema funcionara. Más adelante, cuando la telefonía comenzó a sustituir a la telegrafía, se encontró que las corrientes que inducían en la tierra otros aparatos, los ferrocarriles y los relámpagos causaban una interferencia inaceptable, por lo que el sistema de dos hilos fue reintroducido.

## Teoría

### Definiciones

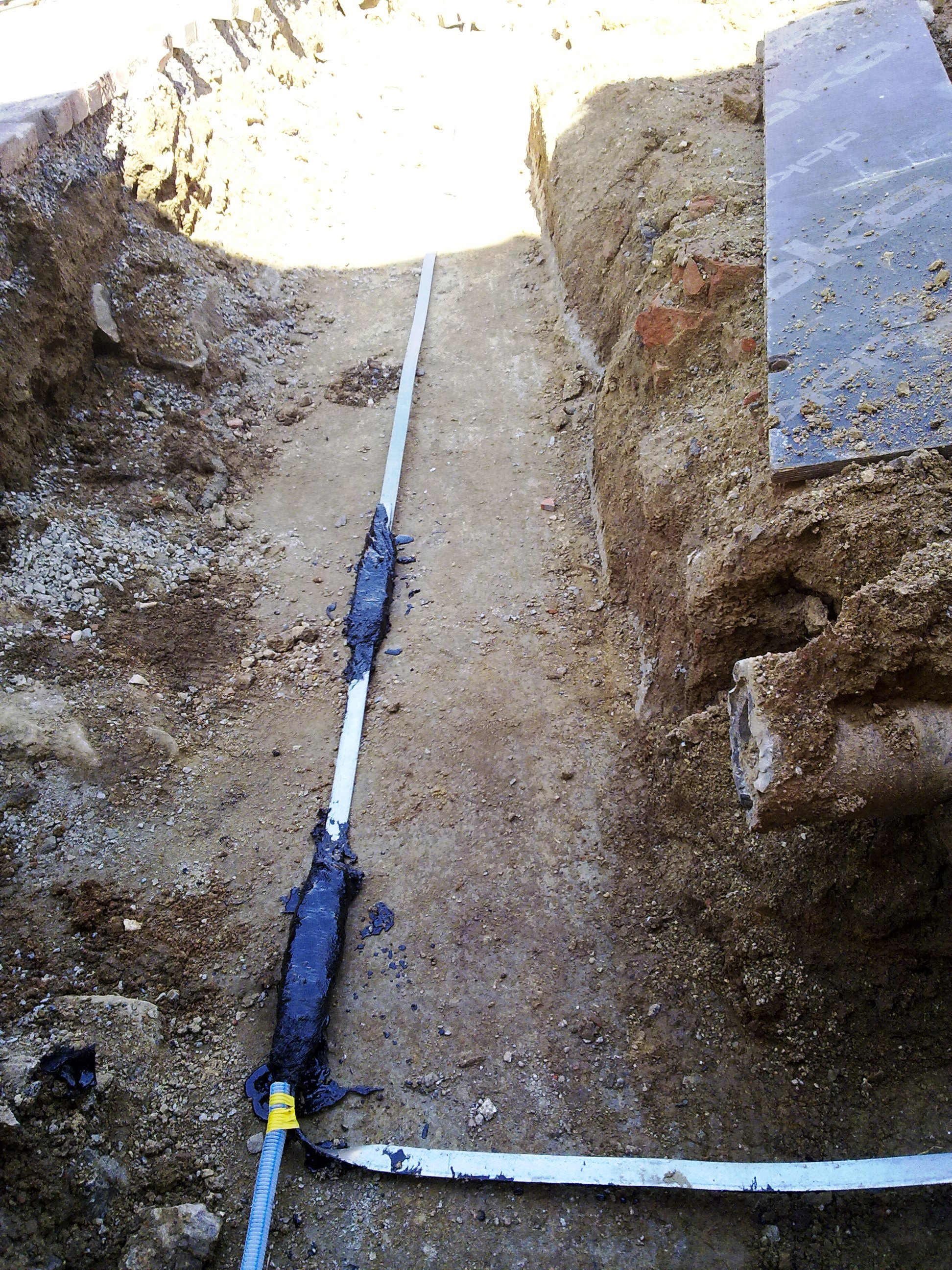
Línea de enlace con tierra, bajo cimentación de la vivienda.

Los conceptos de tierra y masa son usados en los campos de la electricidad y electrónica.

#### Tierra física
El término "tierra física", como su nombre indica, se refiere al potencial de la superficie de la Tierra.
El símbolo de la tierra en el diagrama de un circuito es:
 Para hacer la conexión de este potencial de tierra a un circuito eléctrico se usa un electrodo para aterrizar, que puede ser algo tan simple como una barra metálica (usualmente de cobre) introducida profundamente en el suelo, que en ocasiones debe prepararse para conseguir una mejor conducción.
Es un concepto vinculado a la seguridad de las personas, porque estas se hallan a su mismo potencial por estar pisando el suelo. Si cualquier aparato está a ese mismo potencial no habrá diferencia entre el aparato y la persona, por lo que no habrá descarga eléctrica peligrosa.
Por último hay que decir que el potencial de la tierra no siempre se puede considerar cero, especialmente en el caso de caída de rayos. Por ejemplo si cae un rayo, a una distancia de 1 km del lugar en que se encuentra el sistema de tierra, la diferencia de potencial entre dos puntos separados por 10 m será de más de 150 V en ese instante.

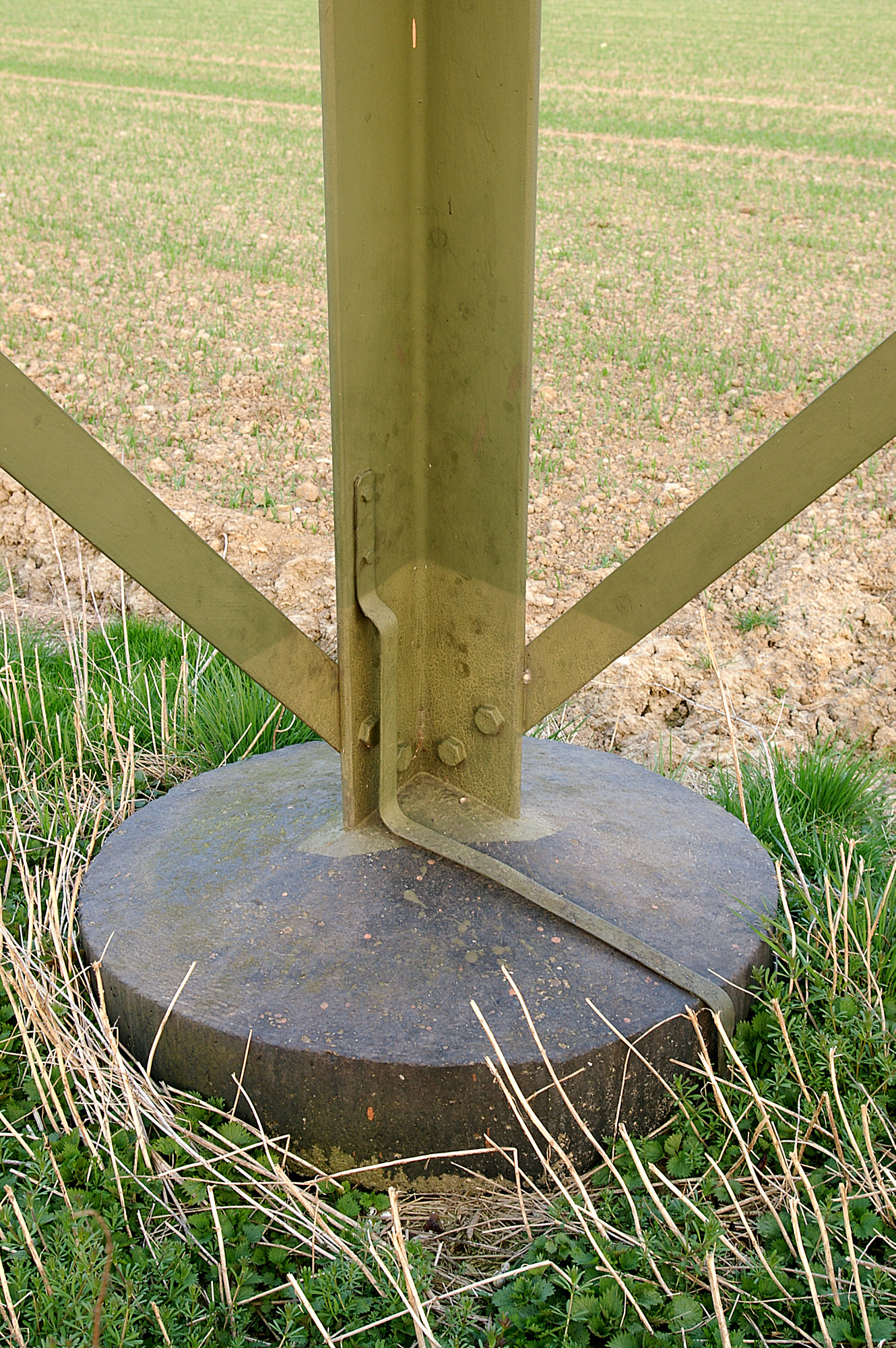
Puesta a tierra de un apoyo eléctrico.

#### Tierra analógica
La definición clásica de tierra (en inglés de Estados Unidos ground de donde viene la abreviación GND, earth en inglés de Reino Unido) es un punto que servirá como referencia de tensiones en un circuito (0 V). El problema de la anterior definición es que, en la práctica, esta tensión varía de un punto a otro, es decir, debido a la resistencia de los cables y a la corriente que pasa por ellos, habrá una diferencia de tensión entre un punto y otro cualquiera de un mismo cable.
Una definición más útil es que masa es la referencia de un conductor que es usado como retorno común de las corrientes.
El símbolo de la masa en el diagrama de un circuito es el siguiente (también es aceptable sin el rayado):
En la mayoría de las aplicaciones la masa del equipo o sea el chasis, el soporte de los circuitos así como el valor 0 V deben, en principio, ir conectados a tierra. Por lo que muchas veces cuando se dice conexión a masa también significa conexión a tierra. En otras pocas ocasiones la masa y la tierra en un circuito no tienen por qué tener la misma tensión. Incluso la forma de onda de la masa respecto a la tierra puede ser variable, como ocurre en un convertidor Buck.

### Elementos que forman una puesta a tierra
A los elementos que forman el conjunto de una puesta a tierra los podemos clasificar de la siguiente forma:
- Tierra: Necesitamos un terreno que será capaz de disipar las energías que pueda recibir.
- Toma de tierra: Esta es la instalación de conexión a tierra, consta de las siguientes partes:
  - Electrodos o picas (también llamados jabalinas): Partes metálicas enterradas.
  - Cemento conductivo certificado
  - Línea de enlace con tierra: Conductor conectado a los electrodos.
  - Bornes de puesta a tierra: conexión entre la línea de enlace y los distintos conductores de protección.
  - Conductores de protección: unen los distintos puntos de la instalación con la línea de enlace.

### Circulación de corriente hacia el terreno
Cuando una corriente eléctrica DC o AC es inyectada en un sistema de puesta a tierra, la corriente circula por todos los conductores y pasa a la tierra a lo largo de la superficie de ellos. La corriente encuentra una resistencia, la cual depende principalmente de la resistividad del suelo. El flujo de corriente a través de un sistema de resistencias, el sistema de puesta a tierra y todas las estructuras metálicas conectadas a él, toman una tensión eléctrica, referidos a un punto remoto. Esta elevación de potencial produce perfiles de tensión a lo largo del terreno, que a su vez puede producir corrientes saliendo del terreno en objetos que se encuentren referidos a dos potenciales distintos.

## Aplicaciones en la electrotécnica

### Toma a tierra

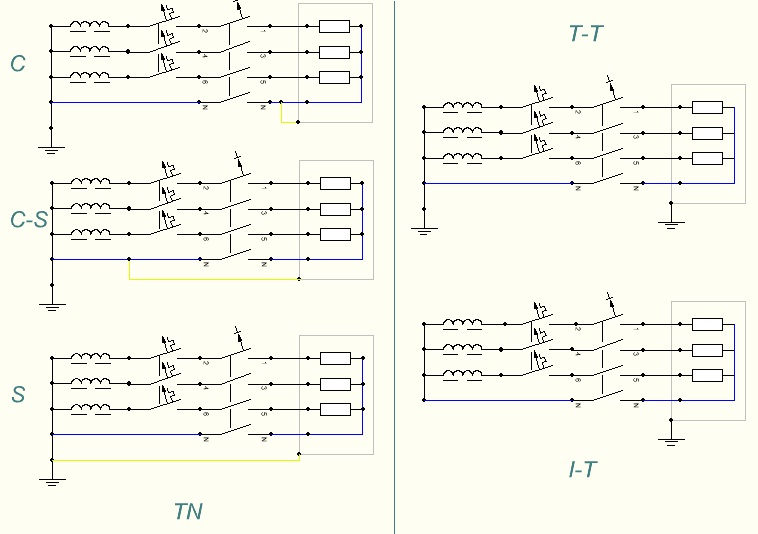
Esquemas de conexión de puesta a tierra.

La toma a tierra es un sistema de protección al usuario de los aparatos conectados a la red eléctrica. Consiste en una pieza metálica, conocida como pica, electrodo o jabalina, enterrada en suelo con poca resistencia y si es posible conectada también a las partes metálicas de la estructura de un edificio. Se conecta y distribuye por la instalación por medio de un cable de aislante de color verde y amarillo, que debe acompañar en todas sus derivaciones a los cables de tensión eléctrica, y debe llegar a través de contactos específicos en las bases de enchufe, a cualquier aparato que disponga de partes metálicas accesibles que no estén suficientemente separadas de los elementos conductores de su interior.
Cualquier contacto directo o por humedades, en el interior del aparato eléctrico, que alcance sus partes metálicas con conexión a la toma a tierra encontrará por ella un camino de poca resistencia, evitando pasar al suelo a través del cuerpo del usuario que accidentalmente pueda tocar el aparato.
La protección total se consigue con el interruptor diferencial, que provoca la apertura de las conexiones eléctricas cuando detecta que hay una derivación hacia la tierra eléctrica en el interior de la instalación eléctrica que controla. Debe evitarse siempre enchufar un aparato dotado de clavija de enchufe con toma de tierra en un enchufe que no disponga de ella.

### Métodos estándar de puesta a tierra
El estándar internacional CEI 60364 distingue maneras de poner un sistema a tierra utilizando los códigos de dos letras TN, TT e IT.
La primera letra indica la conexión entre el equipo de suministro de energía y la tierra (generador o transformador):
- T - Conexión directa de un punto de tierra (latín: terra)
- I - Ningún punto está conectado con tierra (del inglés isolated), o lo está pero atravesando una conexión de alta impedancia.

La segunda letra indica la conexión entre la tierra y el dispositivo eléctrico que se suministra:
- N - Conexión directa a neutro en el origen de la instalación, que está conectado a la tierra

En los esquemas TN se añade una S (separado) o una C (conjunto) para definir si el conductor de neutro y el de protección son un solo conductor.
- T - El equipo tiene una puesta a tierra propia, no conectada a la del suministro.

#### Protección contra contactos indirectos
Hay un contacto indirecto si una persona toca una parte conductora de un equipo eléctrico que fue puesta bajo tensión por una falla de aislamiento. Dicha persona completaría el circuito hacia tierra recibiendo un choque eléctrico.
Todos los esquemas, en combinación con otros dispositivos de protección, garantizan la seguridad de las personas frente a los contactos indirectos debidas a fallos de aislamiento. Su principal diferencia radica en la continuidad del suministro eléctrico.

#### Esquema TT
Es el más empleado en la mayoría de instalaciones por poseer unas excelentes características de protección a las personas y un buen costo operacional.
En España el 95 % de las instalaciones usan este régimen de neutro incluyendo por ejemplo las instalaciones de alumbrado público.
En este esquema el neutro del transformador y las masas metálicas de los receptores se conectan directamente, y sin elemento de protección alguno, a tomas de tierra separadas.
En caso de un defecto a masa circula una corriente a través del terreno hasta el punto neutro del transformador, provocando una diferencia de corriente entre los conductores de fase y neutro, que al ser detectado por el interruptor diferencial provoca la desconexión automática de la alimentación.....
{\displaystyle V_{defecto}=(R_{t}+R_{cpe})\cdot I_{d}}
Durante el fallo la tensión de defecto queda limitada por la toma de tierra del receptor, a un valor igual a la resistencia de la puesta a tierra (conductor de protección + toma de tierra) por la intensidad de defecto.
En este sistema el empleo de interruptores diferenciales es imprescindible para asegurar tensiones de defecto pequeñas y disminuir así el riesgo en caso de contacto eléctrico de personas o animales y para disminuir la posibilidad de que se produzca un incendio de origen eléctrico.
Es empleado en redes de distribución pública, ya que al contar con dos puestas a tierra distintas, no se transmiten defectos entre distintos receptores.

##### Resumen de características
- Técnica de operación: desconexión al primer defecto.
- Técnica de protección: interconexión y puesta a tierra de las masas metálicas. Desconexión por interruptores diferenciales.
- Usos: generales, red de distribución pública.

#### Esquema TN
Es el esquema menos empleado, quedando relegado casi exclusivamente para usos temporales con grupos electrógenos (generadores diésel). Es un sistema con un costo operacional sensiblemente mayor que el esquema TT, ya que requiere revisiones periódicas.
La mayor desventaja de este sistema es la necesidad de calcular las impedancias en todos los puntos de la línea y diseñar las protecciones de forma individual para cada receptor. En el caso de líneas muy largas o de poca sección puede darse el caso de que la corriente de defecto no sea suficiente para disparar las protecciones.

#### Esquema TN-C
En el esquema TN-C los conductores de protección se conectan directamente al conductor de neutro. En España no se permite usar este esquema si la sección del conductor de neutro es inferior a 16 mm².

#### Esquema TN-S
En el esquema TN-S los conductores de protección se conectan a un conductor de protección distribuido junto a la línea, y conectado al conductor de neutro en el transformador.

#### Esquema TN-C-S
Es una combinación de los dos anteriores, empleada cuando la sección del conductor de neutro es insuficiente para servir de conductor de protección.

##### Resumen de características
- Técnica de operación: desconexión al primer defecto.
- Técnica de protección: interconexión y puesta a tierra de las masas metálicas. Puestas a tierra uniformemente repartidas. Desconexión por protecciones de sobreintensidad.
- Usos: instalaciones temporales y de socorro.

#### Esquema IT
Es el preferido en aplicaciones en las que la continuidad del servicio es crítica, como en quirófanos o industrias con procesos sensibles a la interrupción.
En este, el neutro del transformador está aislado de tierra (o conectado a través de una impedancia de un elevado valor) y las masas metálicas conectadas a una toma de tierra exclusiva.
Este es el esquema que ofrece una mayor continuidad de servicio, ya que corta el suministro al segundo defecto, a diferencia de los otros que lo hacen al primero. Ello se debe a que en un primer defecto la corriente se encuentra con una resistencia muy grande para retornar al transformador y se puede considerar un circuito abierto. Un segundo contacto provocará una circulación de corriente y actuarán los dispositivos de protección.
En caso de un primer defecto, un medidor de aislamiento monitoriza constantemente la instalación, provocando una alarma en caso de fallo del aislamiento.
El esquema IT requiere una puesta a tierra totalmente independiente de otras instalaciones, ya que de lo contrario, la corriente podría regresar al transformador y provocar que el primer defecto sea verdaderamente peligroso. Igualmente, las masas metálicas no deben estar conectadas a otras de instalaciones diferentes.
Las instalaciones realizadas conforme a este esquema se denominan instalaciones flotantes o en isla.
En este tipo de esquema se recomienda no distribuir el neutro. Se puede añadir una bombilla, para avisar que hay un fallo eléctrico. Normalmente, va colocada, encima de la resistencia de la línea de tierra.

##### Resumen de características
- Técnica de operación: señalización del primer defecto. Desconexión al segundo defecto.
- Técnica de protección: interconexión y puesta a tierra de las masas metálicas. Desconexión al segundo defecto por protecciones de sobreintensidad.
- Usos: quirófanos y procesos industriales sensibles.

#### Cableado
La norma de cableado establece un código de colores para la instalación eléctrica.De esta manera, cada cable tiene un color determinado según su función.
El conductor neutro es azul, el hilo de fase es marrón, gris o negro, y el cable de tierra es siempre verde y amarillo.

#### Líneas de alta tensión

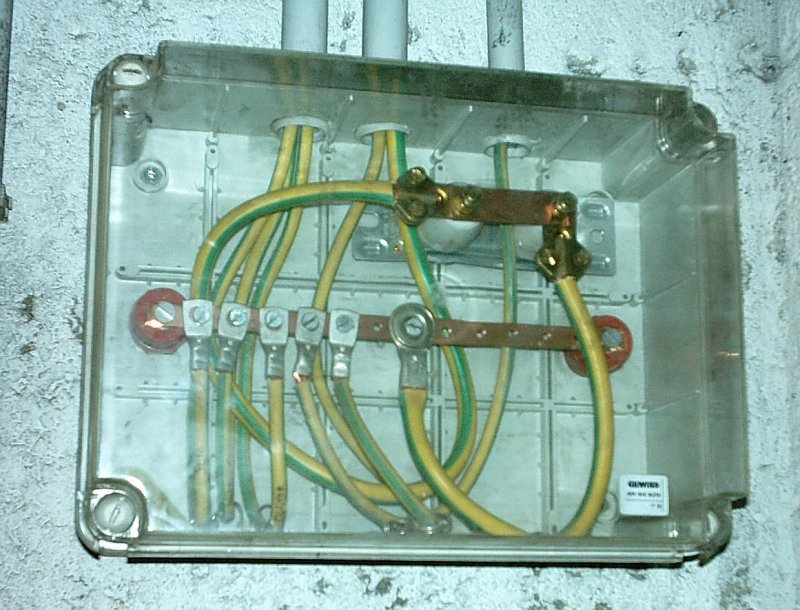
Bornes de puesta a tierra.

En las líneas de alta tensión de la red de transporte de energía eléctrica el hilo de tierra se coloca en la parte superior de las torres de apoyo de los conductores y conectado eléctricamente a la estructura de estas, que, a su vez, están dotadas de una toma de tierra como la descrita anteriormente. En este caso el hilo de tierra cubre una doble función: por una parte protege a las personas de una derivación accidental de los conductores de alta tensión, y por otra, al encontrarse más alto que los citados conductores, actúan como pararrayos, protegiendo al conjunto de las descargas atmosféricas, que de esta forma son derivadas a tierra causando el mínimo daño posible a las instalaciones eléctricas.